# Ez Dok Amairu
 (août 2025).
Si vous disposez d'ouvrages ou d'articles de référence ou si vous connaissez des sites web de qualité traitant du thème abordé ici, merci de compléter l'article en donnant les références utiles à sa vérifiabilité et en les liant à la section « Notes et références ».

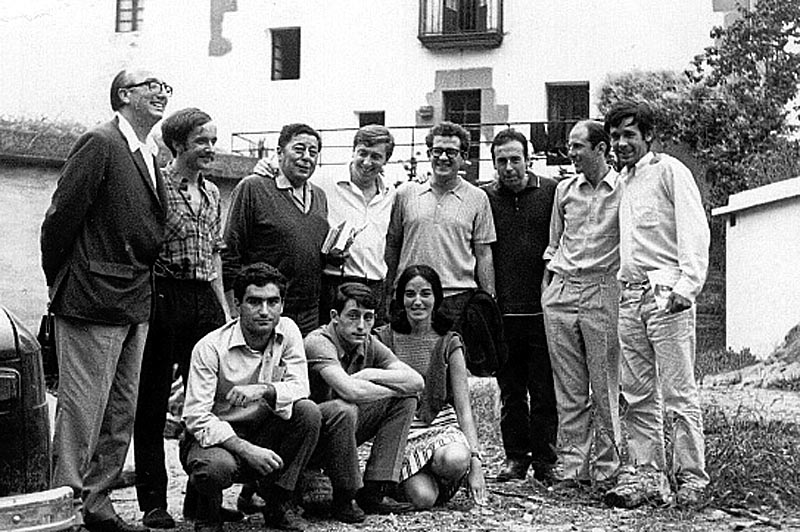
Divers membres du groupe Ez Dok Amairu posant aux côtés du chanteur Atahualpa Yupanqui (3e en partant de gauche) : José Antón Artze (2e par la gauche), Benito Lertxundi (4e), Mikel Laboa (6e), José Ángel Irigarai (7e), Xabier Lete (à genoux, 1er en partant de gauche) et Lourdes Iriondo. Le dernier à droite est Paco Ibáñez.

Ez Dok Amairu est le nom d'un mouvement culturel avant-gardiste qui entre 1966 et 1972 s'est employé à se réapproprier la culture et la langue basque pour la rénover. Composé de chanteurs et d'écrivains basques, il regroupe également d'autres disciplines. La chanson constituait un moyen de diffuser des messages de nouveaux espoir, de justice, de paix et de liberté. Il s'agissait ainsi de dénoncer des injustices, créer une nouvelle identité et une conscience de peuple, transmettre de l'espoir et rapprocher le peuple de la littérature basque.
Au caractère culturel s'ajoute également un caractère politique et social en pleine période franquiste, coïncidant avec d'autres mouvements similaires en Espagne, comme Els Setze Jutges en Catalogne ou le Manifiesto Canción del Sur, en Andalousie.
Le nom du mouvement fut proposé par Jorge Oteiza en 1965, basé sur un conte populaire basque San Martinen estutasuna (le sort de Saint Martin), recueilli par Resurrección María de Azkue, et qui s'achevait sur la phrase « Ez dok amairu » (traduction littérale « Il n'y a pas treize ») qui signifie « il n'y a pas de malédiction », la malédiction du Treize est rompue. L'objectif d'Oteiza était de réunir toutes les disciplines afin de se réapproprier la culture basque.
Le groupe se dissout en 1972, à la fin de la dictature franquiste. Depuis, plusieurs membres du groupe ont suivi leur propre chemin et sont devenus des références au sein de la musique et de la culture basque.
En 2003, la 13e édition de la Korrika rend hommage au mouvement, et cette année-là son hymne fut réalisé par Mikel Laboa.

## Membres
- Benito Lertxundi
- Jexux Artze
- Jorge Oteiza
- José Ángel Irigarai
- José Antón Artze
- Julen Lekuona
- Lourdes Iriondo
- Mikel Laboa
- Néstor Basterretxea
- Xabier Lete